# Kaijansaari (ö i Södra Savolax, Nyslott, lat 61,67, long 28,70)
Kaijansaari är en ö i Finland. Den ligger i sjön Pihlajavesi och i kommunen Nyslott i  landskapet Södra Savolax, i den sydöstra delen av landet, 260 km nordost om huvudstaden Helsingfors. Öns area är 4,3 hektar och dess största längd är 0,5 kilometer i nord-sydlig riktning.